# Huberalm (Dorfgastein)
Die Huberalm (auch Huabalm) ist eine Alm in der Gemeinde Dorfgastein im österreichischen Bundesland Salzburg.

## Lage und Charakteristik
Die Huberalm liegt an den östlichen Berghängen des Rauchkögerls in der Goldberggruppe. Sie gehört zur Ortschaft Unterberg und zur Katastralgemeinde Klammstein. Südlich der Alm fließen die Bäche am Kreuzkögerl-Osthang, die in die Gasteiner Ache münden. Im Osten fällt das Gelände über Felsen zur Gasteiner Ache ab. Das Areal ist Teil des Eigenjagdgebiets Kögerlalpe. Südöstlich der Huberalm erstreckt sich eine Gamswild-Ruhezone, die von 1. Dezember bis 31. Mai nicht betreten werden darf.
Eine Almhütte steht auf einer Höhe von 1253 m ü. A. Von hier aus wird ein Panoramablick über das Gasteinertal geboten. Vom Talboden führt eine Forststraße auf die Huberalm und weiter über die Drei-Waller-Kapelle auf die Kögerlalm in Lend. Über die Forststraße verläuft eine Mountainbikestrecke.

## Geschichte
Im von 1823 bis 1830 erstellten Franziszeischen Kataster ist die Alm als Kerschbaum Alpe mit mehreren Gebäuden verzeichnet.